# Jasienica Rosielna (gmina)
Pour la localité, voir Jasienica Rosielna.
Jasienica Roselnia est une commune rurale polonaise du powiat de Brzozów, dans la voïvodie des Basses-Carpates, au sud-est de la Pologne. Elle couvre une superficie de 57,55 km2 et comptait 7 330 habitants en 2004.